# آندریاس ایله
آندریاس ایله (آلمانی: Andreas Ihle؛ زادهٔ ۲ ژوئن ۱۹۷۹) قایقران کایاک اهل آلمان بود.
وی همچنین برندهٔ جوایزی همچون برگ بوی نقره‌ای شده‌است.